# Solahütte
La Solahütte, également appelée Solehütte, Soletal, SS-Hütte Soletal, ou SS Hütte Porabka, était un lieu de villégiature situé en Pologne occupée pour les gardes, les administrateurs et le personnel auxiliaire des installations du camp de concentration d'Auschwitz pendant la Shoah. Bien que les cartes postales de l'époque envoyées par le personnel allemand portaient parfois la mystérieuse préimpression de l'adresse de retour : "SS Hütte Soletal", le hameau rustique est resté largement inconnu des historiens jusqu'en 2007, lorsque l'album de Karl Höcker a été donné au United States Holocaust Memorial Museum qui a ensuite mis en ligne les images de l'album pour permettre leur étude,.

## Situation
Par la route, la "Solahütte" se trouve à environ 29 km d'Auschwitz. Le site est situé près des méandres de la rivière Soła (en) où, en 1935, les ingénieurs ont achevé un barrage qui a créé le pittoresque lac réservoir de Międzybrodzie à proximité des villages de Porąbka et de Międzybrodzie Żywieckie. Se trouvent également dans les environs immédiats, la piste d'atterrissage pour planeurs de Żar et le pic du Żar dont il est possible de rallier le sommet avec un funiculaire. La région était déjà populaire auprès des touristes avant la Seconde Guerre mondiale.

## Un sous-camp d'Auschwitz
La "Solahütte" doit être considérée comme un des sous-camps d'Auschwitz, certes de petite dimension, parce que les prisonniers d'Auschwitz, supervisés par l'officier SS Franz Hössler, y ont construit les installations de villégiature et qu'une équipe de détenus d'Auschwitz y a effectué les travaux d'entretien et de nettoyage. " Sola" et "Sole" sont des approximations germaniques du polonais "Soła" et "Hütte " est l'allemand pour "hutte", d'où le nom allemand de "Solahütte", qui signifie "cabane de la Sola" même si la "cabane" était en fait un bâtiment de la taille d'un motel avec une terrasse sur toute la longueur et que de nombreux bâtiments plus petits faisaient également partie du complexe,. Le bâtiment principal du pavillon a été démoli en 2011, mais divers bâtiments annexes subsistent dont celui utilisé par le commandant d'Auschwitz Rudolf Höss.

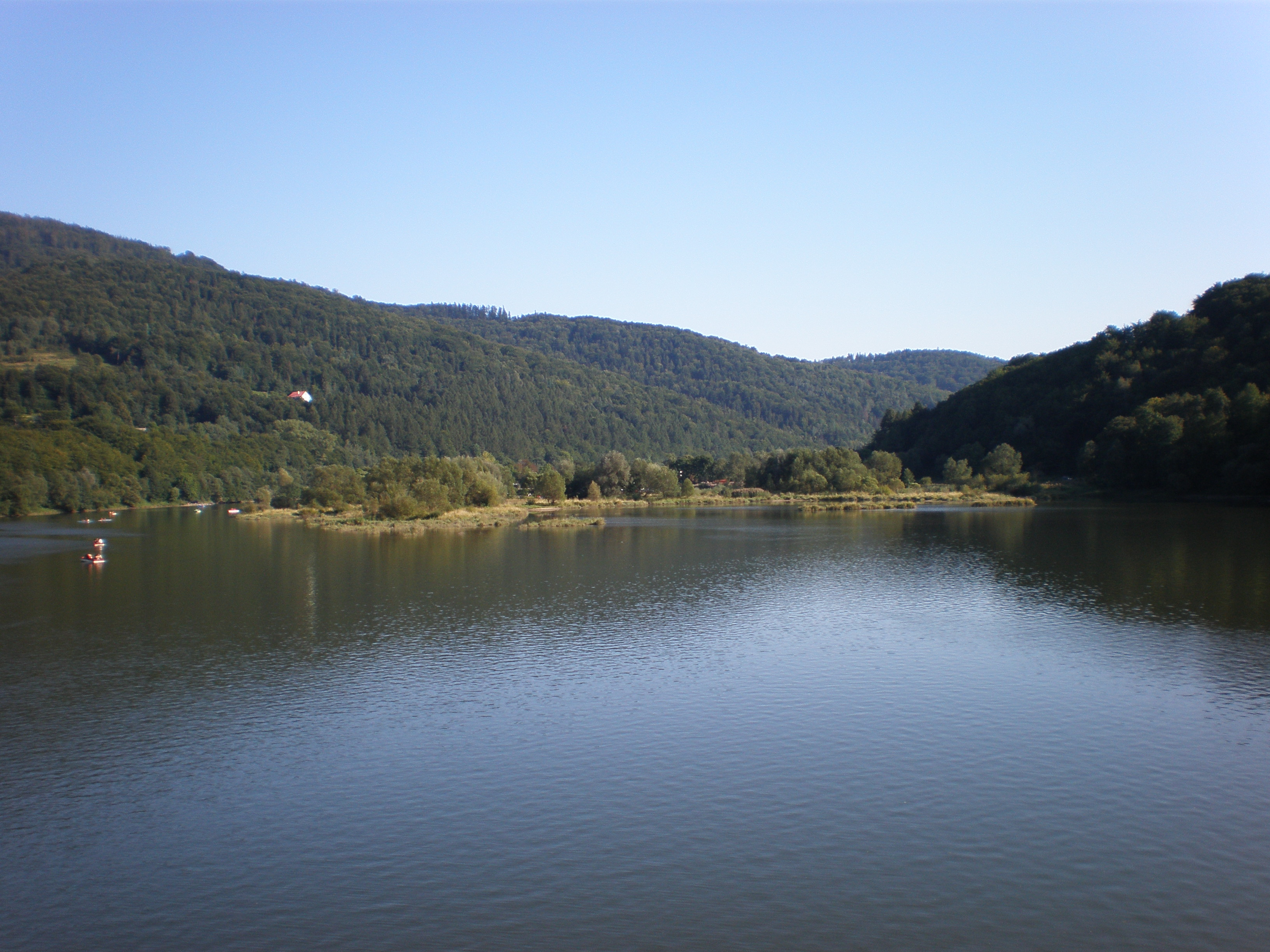
Le lac de Międzybrodzkie sur la rivière Soła au pied du village de Międzybrodzie Bialskie à 30 km au sud d'Auschwitz.

Parmi les officiers de la SS qui furent photographiés à la Solahütte, il y avait Oswald Pohl qui sera condamné à mort et exécuté à l'issue du procès de Nuremberg ; Rudolf Höss qui sera également condamné à mort par le tribunal national suprême de Pologne et, l'ange de la mort, Josef Mengele dont peu de clichés le montrant en uniforme de la SS au milieu de ses collègues étaient connus jusqu'à ce qu'on découvre les photographies prises à la Solahütte.
Pour les gardes SS et les SS-Helferinnen - les dactylographes et commis volontaires féminins du camp d'extermination - la Solahütte était une opportunité de vacances à proximité en se rendant "au refuge de la Sola", généralement en bus. Les activités proposées aux clients de la "Solahütte" comprenaient la chasse, la randonnée, les bains de soleil et les excursions vers le lac et les sommets voisins. Les photos de guerre prises à la "Solahütte" sont quelque peu déroutantes en raison de la légèreté des personnes photographiées : Certains des plus tristement célèbres tortionnaires de l'histoire sont montrés en train de chanter gaiement sur des airs d'accordéon, de flâner sur des chaises longues ou de plaisanter autour d'un dessert avec les femmes Aufseherinnen ou Helferinnen.

## Galerie

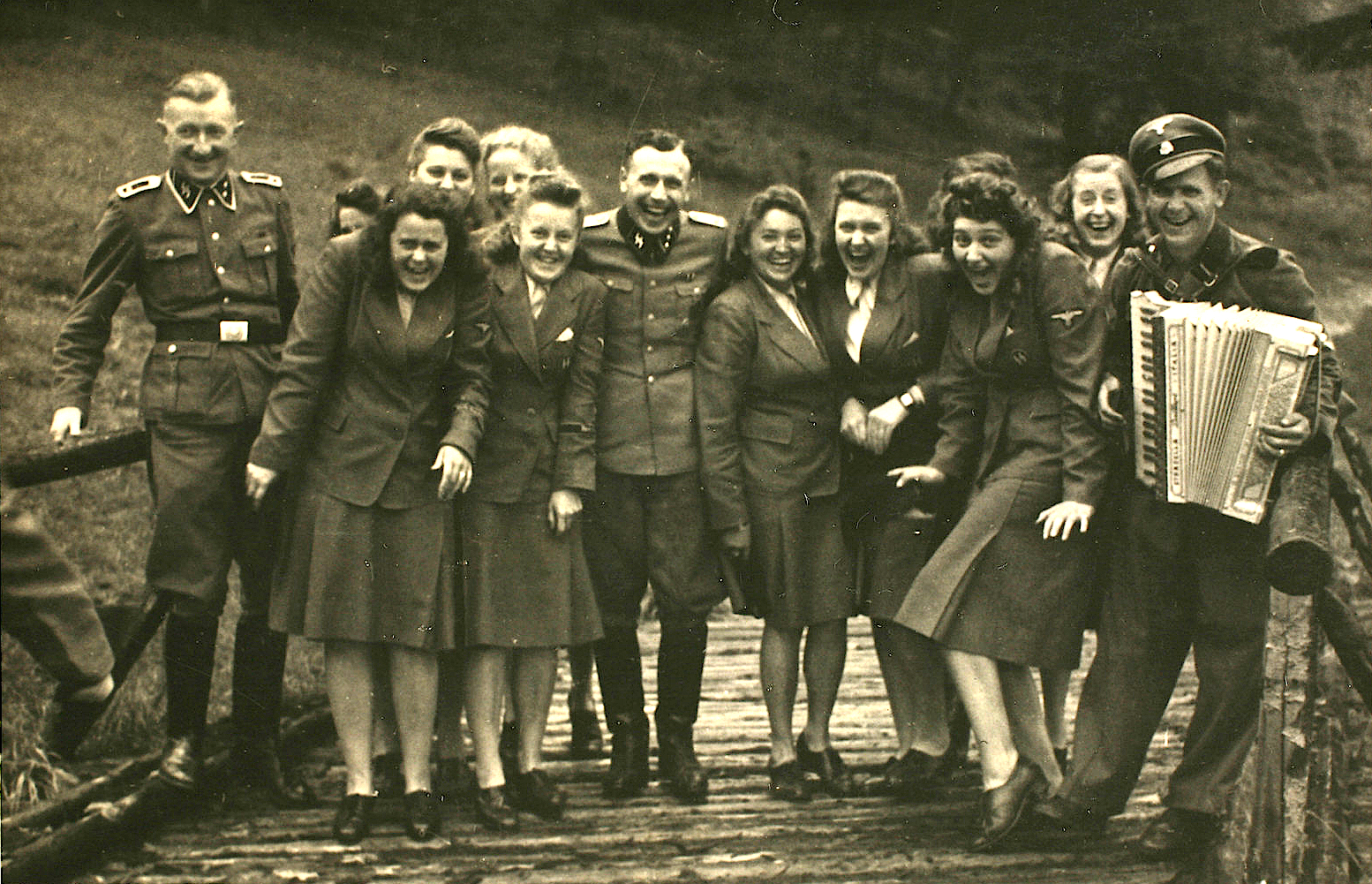
La légende de la photographie de l'Album de Karl Höcker (qui est au centre de la photographie) : Une pluie dans un ciel clair.

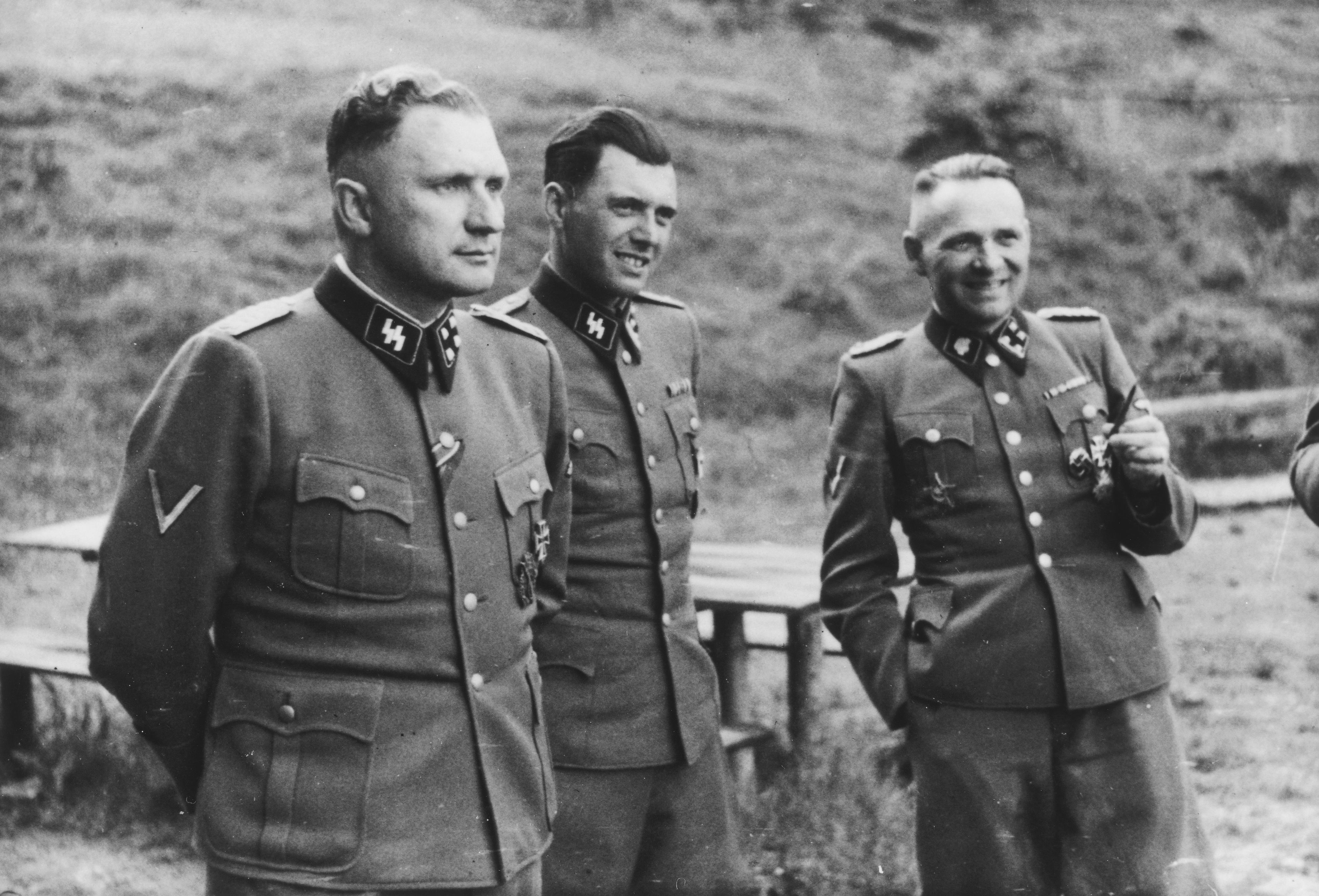
Richard Baer, Josef Mengele et Rudolf Höss à Solahütte, été 1944 (Album Höcker).